# Famille de Chexbres
Cet article a pour sujet les mayors de Chexbres. Pour les métraux de Chexbres, voir leurs descendants de la famille de Crousaz.
La famille de Chexbres est une ancienne famille de ministériaux du Pays de Vaud. La famille détient l'office de la mayorie ou mairie de Chexbres. Après l'extinction de la famille au XIIIe siècle, la mayorie revient à Hugues de Palézieux, qui a épousé la fille du dernier mayor de la famille.

## Histoire

### Premiers membres
Le premier membre cité de la famille est le mayor Pierre de Chexbres dans la Ire moitié du XIIe siècle, sous l'épiscopat de Guy de Maligny. Entre 1138 et 1143, il donne des biens qu'il tient de Guillaume de Glâne à l'abbaye d'Hauterive.
Son successeur, sous l'épiscopat de Landri de Durnes est son fils Raymond, que Martignier et de Crousaz considèrent comme la tige de la famille. Un de ses fils, Guillelmus, est moine à l'abbaye d'Hauterive,. Raymond a deux autres fils et une fille, Pierre, Bouchard et Jacoma. Entre 1163 et 1177, Raymond donne dix poses de son alleu à l'abbaye d'Hauterive. Il donne un champ à la même abbaye en 1180.
Bouchard (ou Bourcard) succède à son père Raymond sous l'épiscopat de Roger de Vico Pisano (1174-1212). Il est mayor de 1184 à 1232. Un de ses fils, Jacobus, est moine à l'abbaye d'Hauterive,. En 1223, il renonce avec son fils Anselme à toutes ses prétentions sur les bien de l'abbaye d'Hauterive dans la paroisse de Saint-Saphorin. Il porte le titre de chevalier en 1187 et 1209.
Anselme, fils de Bouchard, est vivant de 1221 à 1248.
Willermus, autre fils de Bouchard.
Castelnuovo qualifie la famille de « lignage [...] puissant dans Lavaux, mais qui se situe en marge de l'élite sociale du Pays de Vaud, à cheval entre un groupe de fonctionnaires [...] et un groupe aristocratique [...] ». Selon Morerod, ils se distinguent des autres ministériaux de la région. Pour lui, le fait qu'ils fassent entrer deux des leurs à l'abbaye d'Hauterive implique « une certaine prospérité et une influence régionale. »
Les membres de la famille portaient le titre de maior ou de villicus. Maior est francisé en « mayor », « major » ou « maire » suivant les auteurs.

### Étendue et siège de la mayorie
Selon les auteurs, il existe une, deux ou trois mayories dans la paroisse de Saint-Saphorin.
Pour Godet, Türler et Attinger, il existe 3 mayories : Chexbres, Saint-Saphorin et Puidoux. Pour Éric Muller, il existe à l'origine trois mayories, mais celle de Puidoux est réunie plus tard à celle de Saint-Saphorin. La version d'Eric Muller est notamment reprise dans le dictionnaire historique de la Suisse à l'article « Puidoux ».
Pour Martignier et Crousaz, il existait deux mayories : celle de Chexbres et une autre mayorie, dite de Puidoux ou de Saint-Saphorin, qui s'étendait sur toute la paroisse sauf Chexbres et qui aurait été inféodée à Hugues de Palézieux en 1271 avec le château de Glérolles.
Morerod affirme dans le Dictionnaire historique de la Suisse que la mayorie de Chexbres s'étend sur toute la paroisse de Saint-Saphorin.
Pour Martignier et Crousaz, les mayors habitent au château de la Mottaz à Chexbres, tandis que pour Morerod ils habitent au château de Glérolles.

### Liens avec les métraux de Chexbres
Selon Martignier et Crousaz (1867), les mayors et les métraux de Chexbres seraient de la même famille. Les mayors seraient la branche aînée, tandis que les métraux, dont descend la famille de Crousaz, serait la branche cadette.
Selon Godet, Türler et Attinger (1921), aucun document ne permet d'appuyer cette hypothèse.

### La fin de la dynastie

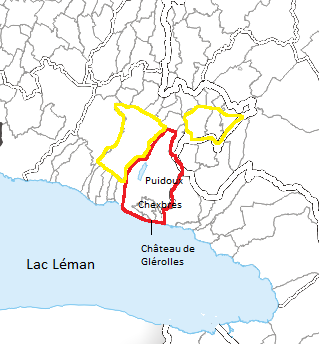
Carte montrant l'étendue de la juridiction des mayors de Chexbres selon Morerod (rouge) et les terres de la famille de Palézieux (jaune).

La mayorie de Chexbres passe à Hugues de Palézieux, époux de Jacobette, la fille du mayor Anselme de Chexbres,.

## Filiation
- Pierre, mayor de Chexbres[18].
- Pierre, petit-fils de Pierre[18].
- Burchard, second petit-fils de Pierre[18].
- Raymond[2]

- Pierre, mayor
  - Raymond, mayor
    - Pierre
    - Bouchard, mayor
      - Anselme, mayor
        - Jacobette épouse d'Hugues de Palézieux
        - Pétronelle

      - Jacobus, moine à Hauterive

    - Guillelmus, moine à Hauterive

## Armoiries
| Figure | Blasonnement                                                                   |
| ------ | ------------------------------------------------------------------------------ |
|        | Famille de Chexbres D'azur, à la croix d'or, chargée de cinq roses de gueules. |